# Piquín (Ribera de Piquín)
Piquín (llamada oficialmente San Xurxo de Piquín) es una parroquia española del municipio de Ribera de Piquín, en la provincia de Lugo, Galicia.

## Otras denominaciones
La parroquia también es conocida por el nombre de San Jorge de Piquín.

## Organización territorial
La parroquia está formada por catorce entidades de población, constando diez de ellas en el nomenclátor del Instituto Nacional de Estadística español:
- Acebedo (Acevedo)
- Barcia
- A Barreira
- Chao de Pousadoiro (O Chao do Pousadoiro)
- O Couso
- Cuíñas
- Meiroi
- Mestre
- Paíme
- Pousadoiro (O Pousadoiro)
- Sadrarín
- Sanfiz (San Fiz)
- San Xurxo
- Soutelo

## Demografía
| Gráfica de evolución demográfica de Piquín entre 2000 y 2020 |
|                                                              |
| Datos según el nomenclátor publicado por el INE.             |